# Primera División de Somalia
La Primera División de Somalia (en árabe: دوري الدرجة الأولى الصومالية‎) o también llamada Liga de Somalia es la máxima categoría del fútbol en Somalia, fue creada en 1967 y es organizada por la Federación Somalí de Fútbol.
Por motivos de seguridad derivados de la guerra civil somalí, todos los partidos se juegan en el Estadio Mogadiscio y en el Estadio Banadir ambos ubicados en Mogadiscio.

## Formato
Casi todos los equipos que juegan en la primera división son de la capital, Mogadiscio, excepto el Horseed FC.
El equipo campeón obtiene la clasificación la Liga de Campeones de la CAF.

## Equipos 2016-17

Somalia.

- Mogadishu City Club
- Bariga Dhexe
- Dekedaha FC
- Elman FC
- Gaadiidka FC
- Heegan FC
- Horseed FC
- Jeenyo United FC
- Mogadishu United
- Waxool FC

## Palmarés
| Temporada | Campeón                                      | Subcampeón                                   |
| --------- | -------------------------------------------- | -------------------------------------------- |
| 1967      | Somali Police FC                             |                                              |
| 1968      | Hoga FC                                      |                                              |
| 1969      | Lavori Publici FC                            |                                              |
| 1970      | Lavori Publici FC                            |                                              |
| 1971      | Lavori Publici FC                            |                                              |
| 1971–72   | Horseed FC                                   |                                              |
| 1972–73   | Horseed FC                                   |                                              |
| 1973–74   | Horseed FC                                   |                                              |
| 1974–75   | Desconocido                                  | Desconocido                                  |
| 1975–76   | Mogadiscio Municipality FC                   |                                              |
| 1976–77   | Horseed FC                                   |                                              |
| 1977–78   | Horseed FC                                   |                                              |
| 1978–79   | Horseed FC                                   |                                              |
| 1979–80   | Horseed FC                                   |                                              |
| 1980–81   | Lavori Publici FC                            |                                              |
| 1982      | Wagad FC                                     |                                              |
| 1983      | National Printing Agency FC                  |                                              |
| 1984      | Marine Club FC                               |                                              |
| 1985      | Wagad FC                                     |                                              |
| 1986      | Mogadiscio Municipality FC                   |                                              |
| 1987      | Wagad FC                                     |                                              |
| 1988      | Wagad FC                                     |                                              |
| 1989      | Mogadiscio Municipality FC                   |                                              |
| 1990      | Gaadiidka FC                                 |                                              |
| 1991      | No disputado debido a la Guerra civil somalí | No disputado debido a la Guerra civil somalí |
| 1992      | No disputado debido a la Guerra civil somalí | No disputado debido a la Guerra civil somalí |
| 1993      | No disputado debido a la Guerra civil somalí | No disputado debido a la Guerra civil somalí |
| 1994      | Merca New Supplies                           |                                              |
| 1995      | Alba FC                                      |                                              |
| 1996      | No disputado debido a la Guerra civil somalí | No disputado debido a la Guerra civil somalí |
| 1997      | No disputado                                 | No disputado                                 |
| 1998      | Ports FC                                     |                                              |
| 1999      | Banaadir Telecom FC                          |                                              |
| 2000      | Elman FC                                     |                                              |
| 2001      | Elman FC                                     |                                              |
| 2002      | Elman FC                                     |                                              |
| 2003      | Elman FC                                     |                                              |
| 2004–06   | Banaadir Telecom FC                          | Elman FC                                     |
| 2007      | Ports FC                                     |                                              |
| 2008      | No disputado                                 | No disputado                                 |
| 2008-09   | Banaadir Telecom FC                          |                                              |
| 2009-10   | Banaadir Telecom FC                          |                                              |
| 2011      | Elman FC                                     | SITT Daallo                                  |
| 2012      | Elman FC                                     | Heegan FC                                    |
| 2013–14   | Banaadir Telecom FC                          | Elman FC                                     |
| 2014–15   | Heegan FC                                    | Banaadir Telecom FC                          |
| 2015–16   | Banaadir Telecom FC                          | Dekedaha FC                                  |
| 2016–17   | Dekedaha FC                                  | Banaadir Telecom FC                          |
| 2018      | Dekedaha FC                                  | Banaadir Telecom FC                          |
| 2019      | Dekedaha FC                                  | Horseed FC                                   |
| 2019-20   | Mogadishu City Club                          | Dekedaha FC                                  |
| 2021      | Horseed FC                                   | Mogadishu City Club                          |
| 2022      | Gaadiidka FC                                 | Heegan FC                                    |
| 2023-24   | Dekedaha FC                                  | Horseed FC                                   |
| 2024-25   | Mogadishu City Club                          | Heegan FC                                    |

## Títulos por club
| Club                                                       | Ciudad     | Campeón | Años campeón                                                     |
| ---------------------------------------------------------- | ---------- | ------- | ---------------------------------------------------------------- |
| Mogadishu City Club (Mogadiscio Municipality FC, Banaadir) | Mogadiscio | 11      | 1976, 1986, 1989, 1999, 2004, 2006, 2010, 2014, 2016, 2020, 2025 |
| Horseed FC                                                 | Horseed    | 8       | 1972, 1973, 1974, 1977, 1978, 1979, 1980, 2021                   |
| Elman FC                                                   | Mogadiscio | 6       | 2000, 2001, 2002, 2003, 2011, 2012                               |
| Dekedaha FC (Ports FC)                                     | Mogadiscio | 6       | 1998, 2007, 2017, 2018, 2019, 2024                               |
| Lavori Publici FC                                          | Mogadiscio | 4       | 1969, 1970, 1971, 1981                                           |
| Wagad FC                                                   | Mogadiscio | 4       | 1982, 1985, 1987, 1988                                           |
| Heegan FC (Somali Police FC)                               | Mogadiscio | 2       | 1967, 2015                                                       |
| Gaadiidka FC                                               | Mogadiscio | 2       | 1990, 2022                                                       |
| Hoga FC                                                    | Mogadiscio | 1       | 1968                                                             |
| National Printing Agency FC                                | Mogadiscio | 1       | 1983                                                             |
| Marine Club FC                                             | Mogadiscio | 1       | 1984                                                             |
| Merca New Supplies †                                       | Mogadiscio | 1       | 1994                                                             |
| Alba FC                                                    | Alba       | 1       | 1995                                                             |

- † Equipo desaparecido.

## Clasificación histórica
- Clasificación histórica de la Primera División de Somalia desde 2011 cuando se nombró con resultados conocidos Somali First Division, hasta finalizada la temporada 2021 bajo el nombre Somali Premier League. Un total de 19 clubes han formado parte de la máxima categoría del fútbol de Somalia.
- En color los equipos que disputan la Primera División 2022.

| N.º | Club                | Temp. | P.D. | P.G. | P.E. | P.P. | G.F. | G.C. | Dif. | Puntos |
| --- | ------------------- | ----- | ---- | ---- | ---- | ---- | ---- | ---- | ---- | ------ |
| 1   | Mogadishu City Club | 8     | 132  | 70   | 40   | 22   | 205  | 88   | +117 | 250    |
| 2   | Heegan FC           | 8     | 132  | 69   | 37   | 26   | 226  | 114  | +112 | 244    |
| 3   | Elman SC            | 8     | 132  | 65   | 35   | 32   | 252  | 150  | +102 | 230    |
| 4   | Dekedaha FC         | 8     | 132  | 63   | 36   | 33   | 216  | 134  | +82  | 225    |
| 5   | Horseed FC          | 8     | 132  | 52   | 41   | 39   | 192  | 165  | +27  | 197    |
| 6   | Jeenyo United FC    | 7     | 118  | 42   | 38   | 38   | 186  | 171  | +15  | 164    |
| 7   | Gaadiidka FC        | 6     | 103  | 31   | 26   | 46   | 136  | 145  | -9   | 119    |
| 8   | Sahafi FC           | 4     | 64   | 20   | 18   | 26   | 88   | 83   | +5   | 78     |
| 9   | Madbacada FC        | 2     | 36   | 6    | 12   | 18   | 29   | 63   | -34  | 30     |
| 10  | Jazeera SC          | 2     | 36   | 7    | 7    | 22   | 39   | 93   | -54  | 28     |
| 11  | Waxool FC           | 2     | 36   | 6    | 5    | 25   | 28   | 89   | -61  | 23     |
| 12  | Midnimo FC          | 1     | 18   | 5    | 3    | 10   | 10   | 25   | -15  | 18     |
| 13  | Somali Fruit FC     | 1     | 17   | 5    | 2    | 11   | 16   | 37   | -21  | 17     |
| 14  | Signjet FC          | 1     | 18   | 4    | 3    | 11   | 20   | 36   | -16  | 15     |
| 15  | Savana FC           | 3     | 46   | 3    | 6    | 37   | 34   | 132  | -98  | 15     |
| 16  | Batroolka FC        | 1     | 18   | 2    | 6    | 10   | 16   | 46   | -30  | 12     |
| 17  | Bariga Dhexe FC     | 1     | 18   | 3    | 2    | 13   | 10   | 47   | -37  | 11     |
| 18  | Super Shell FC      | 1     | 14   | 3    | 1    | 10   | 20   | 32   | -12  | 10     |
| 19  | Badbaado FC         | 2     | 32   | 0    | 4    | 28   | 24   | 106  | -82  | 4      |